# Westhall Castle

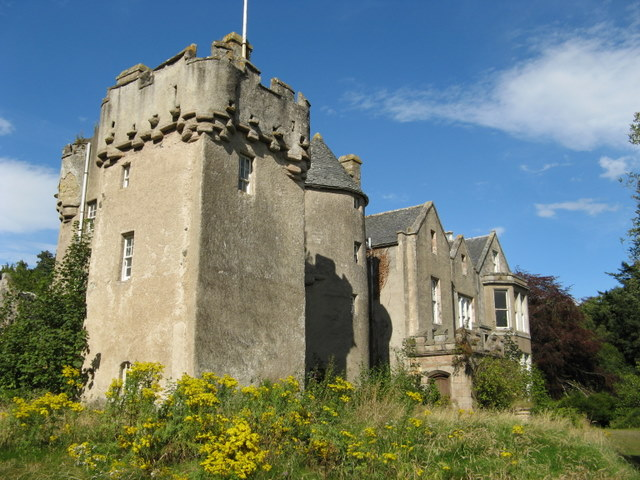
Westhall Castle

Westhall Castle, auch Westhall House, ist ein Landhaus nördlich des Dorfes Oyne in der schottischen Council Area Aberdeenshire. Integriert in dieses Haus ist ein Tower House aus dem 16. Jahrhundert, das im 17. und 19. Jahrhundert wesentlich erweitert wurde. Historic Environment Scotland hat das Landhaus als historisches Bauwerk der Kategorie A gelistet.

## Geschichte
Im 13. Jahrhundert gehörte das Anwesen den Bischöfen von Aberdeen und fiel in der Reformation an den Clan Gordon. Das ursprüngliche Tower House mit L-förmigem Grundriss wurde im 16. Jahrhundert errichtet und im 17. Jahrhundert ein Rundturm hinzugefügt. 1681 kaufte Reverend James Horne, Vikar von Elgin, das Anwesen. Weitere Anbauten erfolgten um 1838. Mitte des 19. Jahrhunderts gehörte Westhall Castle Sir James Elphinstone, der sowohl in die Aberdeen Canal Company als auch in die Great North of Scotland Railway investierte. Elphinstone, der im nahegelegenen Logie House wohnte, war 1857–1880 Abgeordneter im House of Commons für den Wahlkreis Portsmouth.
Westhall Castle diente später als Landwirtschaftsschule und als Hotel, das aber in den 1990er-Jahren geschlossen wurde. Es folgte eine Periode der Vernachlässigung, in der das Haus mehrmals verkauft wurde und in das Buildings at Risk Register for Scotland aufgenommen werden musste. 2011 übernahmen neue Eigner das Haus und sein Zustand wird heute als „teilweise verfallen, aber gesichert“ beschrieben.